# Cabinet Entertainment
Cabinet Entertainment, tên cũ Paradox Entertainment, là công ty sở hữu nhiều tài sản trí tuệ, nổi tiếng nhất trong số đó là Conan the Barbarian được tạo ra bởi tác giả viết tạp chí giật gân Robert E. Howard và được nhiều tác giả khác mở rộng trong những năm qua. Các tài sản khác bao gồm Bran Mak Morn, Kull, Solomon Kane, Mutant, Mutant Chronicles, Warzone, Kult, và Chronopia. Giấy phép cũ còn có cả Heavy Gear.
Paradox Entertainment khẳng định rằng công ty sở hữu các quyền cho tất cả các câu chuyện và nhân vật của Robert E. Howard. Họ cho là sẽ có một thương hiệu trên tên nhân vật dành cho mục đích tiếp thị, nhưng không có bằng chứng nào cho thấy những tuyên bố của họ về việc sở hữu bản quyền trên các câu chuyện và nhân vật gốc có giá trị. Các truyện của Howard đã được công bố tại một thời điểm khi bản quyền đã được đổi mới một cách rõ ràng để tiếp tục và chẳng có sự ghi chép nào xảy ra cả. Tình trạng bản quyền của tất cả các tác phẩm của Howard được xuất bản lúc ông còn sống vẫn còn là dấu hỏi. Ngay tại Anh, 70 năm sau cái chết của một tác giả thì tác phẩm của người đó rơi vào phạm vi công cộng và như vậy các tác phẩm của Robert E. Howard bây giờ đã rơi vào phạm vi công cộng rồi.
Paradox Entertainment đã được niêm yết công khai ở Stockholm, Thụy Điển nhưng mọi giao dịch đều được thực hiện từ trụ sở chính tại Los Angeles, Mỹ. Paradox Interactive có trụ sở tại Stockholm, từ lâu đã không còn là một phần của Paradox Entertainment. Ngày 21 tháng 8 năm 2011 là ngày công chiếu bộ phim Conan 2011, SLMI đã kiện Paradox Entertainment, Conan Sales Co., Arthur Lieberman và số khác về vấn đề bản quyền Conan đã được chuyển giao không đúng cho Conan Sales Co. và bán cho Paradox.

## Phim tham gia
- Reasonable Doubt (2014)